# Iturivävare
Iturivävare (Ploceus aureonucha) är en starkt utrotningshotad afrikansk fågel i familjen vävare. Arten är endemisk för Demokratiska republiken Kongo.

## Utseende och läten
Iturivävaren är en 13–14 cm lång, mycket praktfull vävare. Hanen är huvudsakligen svart ovan med djupt rödbrun hjässa, orange på nacken som övergår i ett brett, gult halsband och gult i ett streck nedför ryggen. Undersidan är grågrön med svart strupe och kastanjebrunt bröst. Ungfågeln och möjligen honan har ljusare brun hjässa och ett guldbrunt band på nacken. Lätet är okänt.

## Utbredning och status
Fågeln förekommer i nordöstra Demokratiska republiken Kongo, i Ituriskogen norr om Beni. IUCN kategoriserar arten som starkt hotad.